# The Gambler (album Kenny Rogers)
The Gambler è un album del 1978 di Kenny Rogers, pubblicato da United Artists.
Prodotto da Larry Butler, presenta brani firmati da diversi autori: l'interprete firma il conclusivo Morgana Jones, mentre Alex Harvey è autore completo degli ultimi tre pezzi del lato A.
Gli arrangiamenti sono curati da Bill Justis.
Dal disco furono tratti due singoli: l'omonimo The Gambler e She Believes in Me.

## Tracce

### Lato A
Edizioni musicali United Artists.
1. The Gambler – 3:34 (Don Schlitz)
2. I Wish That I Could Hurt That Way Again – 2:55 (Rafe Van Hoy, Don Cook, Curly Putman)
3. King of Oak Street – 4:55 (Alex Harvey)
4. Makin’ Music for Money – 3:10 (Alex Harvey)
5. Hoodooin’ of Miss Fannie Deberry – 4:44 (Alex Harvey)

Durata totale: 19:18

### Lato B
Edizioni musicali United Artists.
1. She Believes in Me – 4:18 (Steve Gibb)
2. Tennessee Bottle – 3:59 (Jim Ritchey)
3. Sleep Tight, Goodnight Man – 2:52 (Sam Lorber, Jeff Silbar)
4. Little More Like Me (The Crucifixion) – 2:47 (Sonny Throckmorton)
5. San Francisco Mabel Joy – 3:36 (Mickey Newbury)
6. Morgana Jones – 3:03 (Kenny Rogers)

Durata totale: 20:35